# The Front Bottoms
The Front Bottoms — американская инди-рок-группа, сформировавшаяся в Вудклифф-Лейке, Нью-Джерси.

## Описание
Основу «The Front Bottoms» составляют вокалист и гитарист Брайан Селла (Brian Sella) и ударник Мэттью Очич[уточнить] (Mathew Uychich), которые были друзьями с десяти лет. Они совместно начали писать песни, когда Селла ещё только учился в шестом классе. Их первое выступление состоялось на конкурсе талантов среди старшеклассников. В дальнейшем, на одном из сборных концертов они познакомились с Кейси Ли Морганом (Casey Lee Morgan), у которого дома была собственная звукозаписывающая студия. Друзья приступили к совместным репетициям и в 2008 году самостоятельно записали альбом «I Hate My Friends» дома у Моргана.
Группа стала гастролировать и в дальнейшем самостоятельно записала ещё пару альбомов прежде чем в 2011 году подписала контракт с независимым лейблом Bar/None Records. Первый альбом назывался как и группа — «The Front Bottoms». Он был издан в сентябре 2011 года. В 2013 году вышел альбом Talon of the Hawk, которому удалось достичь 181 строчки в Billboard 200, 30-й — в Top Independent Albums, 47-й — в Top Rock Albums. Мини-альбом «Rose» 2014 года дошёл до 195 позиции в Billboard 200, до 28-й — в Top Independent Albums, до 47-й — в Top Rock Albums.
В июне 2015 года стало известно, что группа подписала контракт с лейблом Fueled By Ramen, на котором 18 сентября был выпущен альбом «Back on Top».
Группа играет инди-музыку, являющуюся, по мнению Billboard, «эклектичной смесью поп- и рок-музыки с влиянием панка, сопровождающуюся остроумными текстами».

## Состав

### Нынешний состав
- Брайан Селла — вокал, гитара (2007 — настоящее время)
- Мэттью Очич — ударные (2007 — настоящее время)
- Том Варрен — бас, бэк-вокал (2012 — настоящее время)
- Киаран О’Донелл — гитара, труба, клавишные (2012 — настоящее время)

### Бывшие участники
- Брайан Очич — клавишные (2007—2010)
- Дрю Виллафьюрт — бас, клавишные (2010 −2012)

## Дискография

### Студийные альбомы
- I Hate My Friends (самиздат, 2008)
- My Grandma vs. Pneumonia (самиздат, 2009)
- The Front Bottoms (Bar/None Records, 2011)
- Talon of the Hawk (Bar/None Records, 2013)
- Back on Top (Fueled by Ramen, 2015)
- Needy When I'm Needy (Fueled by Ramen, 2016)